# Maharu Yoshimura
Pour les articles homonymes, voir Yoshimura.
Maharu Yoshimura (吉村 真晴, Yoshimura Maharu, né le 3 août 1993) est un joueur de tennis de table japonais.
Il a remporté deux médailles d'argent aux championnats du monde de tennis de table, une en double mixte en 2015 et la seconde en équipe en 2016. Il décroche également une médaille d'argent par équipe aux jeux olympiques d'été de 2016.

## Biographie
Yoshimura est né le 3 août 1993 dans la Préfecture d'Ibaraki, d'un père japonais et d'une mère philippine. Son prénom est une traduction japonaise du mot Tagalog "Mahal", qui signifie "bien-aimé".

## Carrière
En 2011, alors qu'il est au collège, il participe à un tournoi de tennis de table national, où il se qualifie pour le top 12. Il défait Kazuhiro Zhang en demi-finale mais s'incline face à Jun Mizutani en finale.

## Records de carrière
- Tournoi de tennis de table top 12 au Japon (2011)
  - 2e simple masculin
- World Junior Table Tennis Championships (2011)
  - 3e simple masculin
  - 3e double masculin
- Compétition sportive interscolaire (2011)
  - Gagnant double masculin
  - 3e tennis de table simple masculin
- Asian Junior Table Tennis Championships (2011)
  - 2e double masculin
  - Gagnant simple masculin
- All Japan Table Tennis Championships (2012)
- Médaille d'argent par équipe  Tournoi des Jeux Olympiques de Rio (2016)